# پمبرویل (اوهایو)
پمبرویل (به انگلیسی: Pemberville) یک روستا در ایالات متحده آمریکا است که در شهرستان وود، اوهایو واقع شده‌است. پمبرویل ۳٫۰۰ کیلومتر مربع مساحت و ۱٬۳۷۱ نفر جمعیت دارد و ۱۹۸ متر بالاتر از سطح دریا واقع شده‌است.